# Пангейские рудники
Панге́йские рудники́ — золотые и серебряные рудники в древнем мире. Были расположены в Пангейских горах, на восток от реки Стримон.
Разработка обширных запасов золота и серебра началась уже в конце VI века до н. э., когда металл из рудников использовался фракийцами (дерроны, бисалты, ихны, оррески) для изготовления серебряных монет. В начале V века до н. э. рудники в Скаптесиле были захвачены фасосцами, которые удерживали их до 460-х годов до н. э. Рудники в V веке до н. э. являлись предметом борьбы между афинянами и фракийцами, Афины достигли частичного успеха в 437 году до н. э. с основанием колонии Амфиполь. Македония захватила рудники в 350-х годах до н. э., позволив Филиппу II чеканить золотые и серебряные монеты в широких масштабах (Диодор Сицилийский называет сумму в 1000 талантов ежегодно). После поражения Македонии, понесённом в 168 году до н. э. от Древнего Рима в Третьей Македонской войне, рудники стали принадлежать правительству в Риме и сдавались ими в аренду. Во времена Римской империи золотодобычей на рудниках занимались лишь мелкие группы старателей.
Среди владельцев Пангейских рудников известны афинский тиран Писистрат и историк Фукидид. Согласно Геродоту, Писистрат смог подчинить Афины в третий раз именно с помощью доходов, полученных с берегов Сгримона. На Фукидида как владельца указывает сам историк, сообщая, что он использовал доходы от рудника для написания «Истории». В Скаптесиле Фукидид писал свой труд, там же, по-видимому, и был убит.